# Oxypetalum fuscum
Oxypetalum fuscum är en oleanderväxtart som beskrevs av Goyder och Fontella. Oxypetalum fuscum ingår i släktet Oxypetalum och familjen oleanderväxter. Inga underarter finns listade i Catalogue of Life.